# Aphaenogaster swammerdami
Aphaenogaster swammerdami (лат.) — вид муравьёв рода Aphaenogaster из подсемейства Myrmicinae (Formicidae). Эндемик Мадагаскара.

## Этимология
Видовое название A. swammerdami дано в честь голландского натуралиста, анатома и энтомолога Яна Сваммердама (Jan Swammerdam, 1637–1680).

## Распространение и экология
Мадагаскар. Этот вид широко распространен в сухих лесах, прибрежных лесах и колючих лесах, а также на обрабатываемых землях западного и центрального нагорья Мадагаскара. Этот вид обычно встречается на более низких высотах от 10 до 200 м над уровнем моря, но был обнаружен на высоте до 1670 м в Центральном нагорье. Этот вид гнездится в земле, а рабочие фуражируют в поисках корма на земле или на невысокой растительности.

## Описание
Мелкие мирмициновые муравьи с удлинённой шеевидной затылочной частью головы, длина стройного тела около 5—7 мм, красновато-коричневого цвета, блестящие. Отличается следующими признаками: апикальные края задних бёдер; щетинки лапок многочисленные, тонкие и острые. Затылочная шея короткая; перетяжка шеи гладкая, обычно видны 1-3 костулы; на шее имеется срединный дорсальный киль. Проподеальные шипики длинные.
Усики 12-члениковые, булава из 4 сегментов. Стебелёк между грудкой и брюшком состоит из двух члеников: петиолюса и постпетиолюса (последний четко отделен от брюшка). Вид был впервые описан в 1886 году, а его валидный статус подтверждён в ходе ревизии, проведённой в 2021 году венгерским мирмекологом Шандором Чёсом (Sandor Csősz; Institute of Ecology and Botany, Вацратот, Венгрия) и американским энтомологом Брайаном Фишером (Brian Lee Fisher; California Academy of Sciences, Сан-Франциско, США). Включён в состав видовой группы Aphaenogaster swammerdami
Рабочие A. swammerdami фуражируют одиночно более или менее по кругу вокруг входа в гнездо. Территории колоний не пересекаются. Диета состояла в основном из очень мелких организмов длиной менее 1 см, включая насекомых, таких как термиты, муравьи и личинки. Средний диаметр земляных холмиков составляет от 80 до 125 см. По оценкам, количество рабочих колеблется от 200 до 1000 рабочих на колонию, а домашняя территория фуражиров в среднем составляет 70-250 м2, при этом самая большая колония имеет территорию 350 м2. В эксперименте с рисом рабочие муравьи A. swammerdami приносили семена в свою колонию со среднего расстояния 4,4 ± 1,5 м.

### Галерея

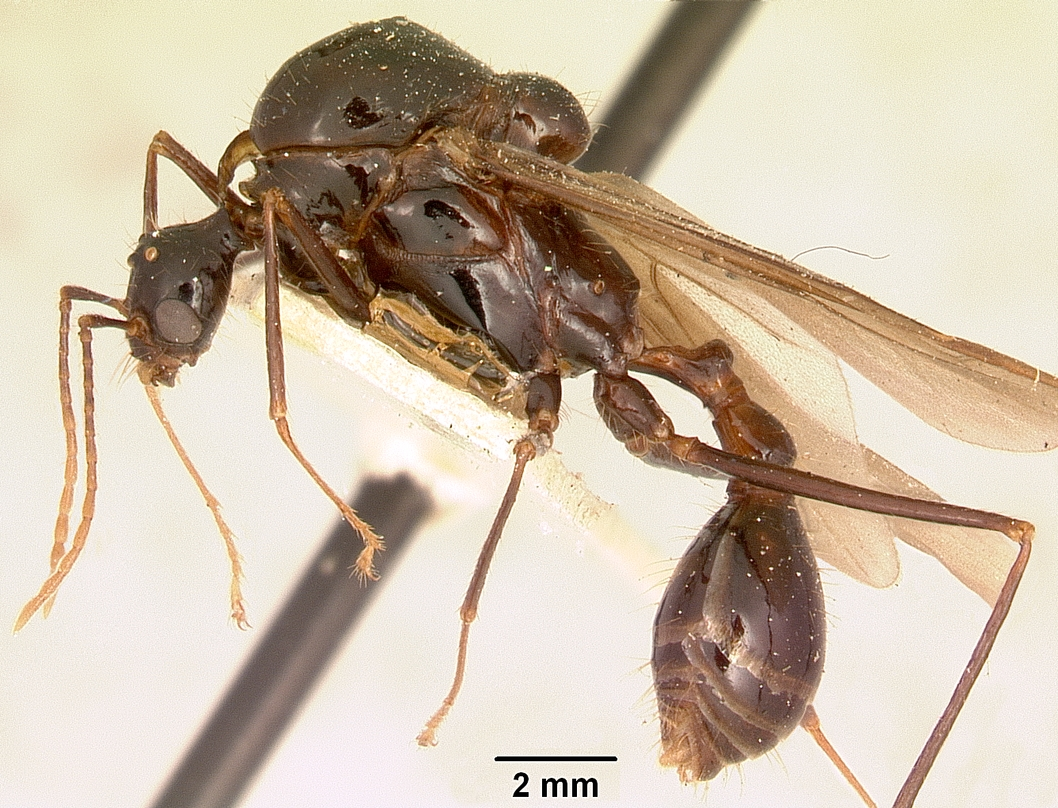
Самец (сбоку)
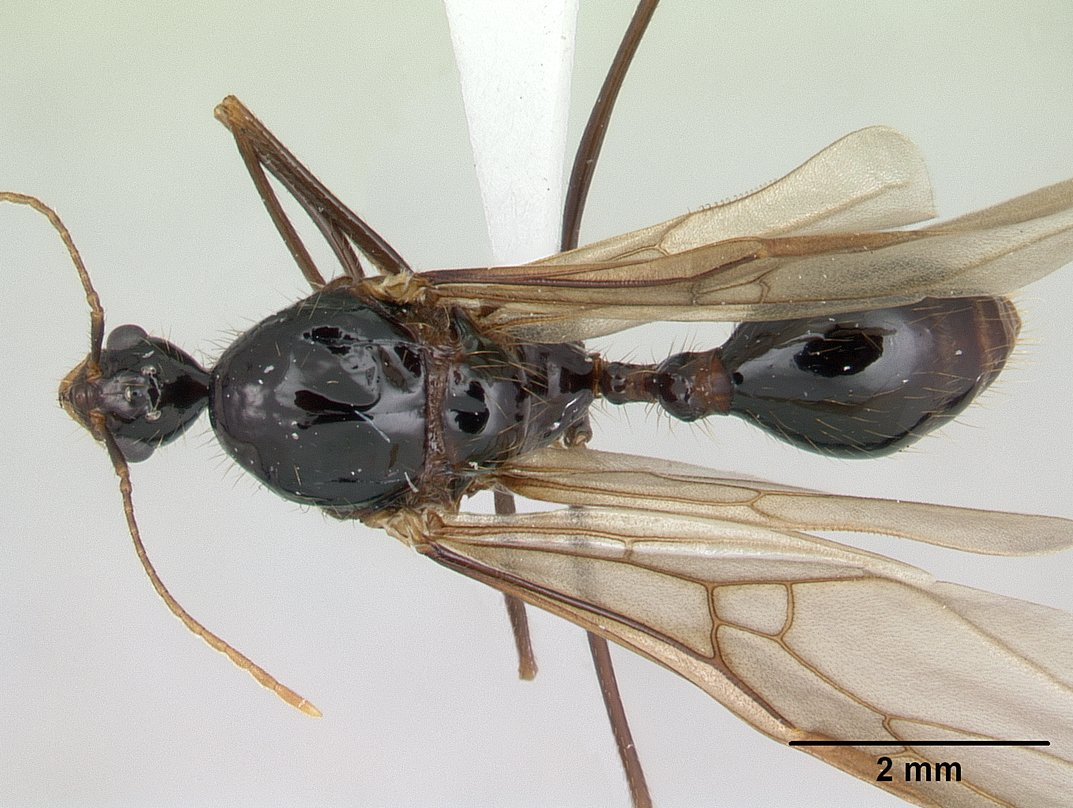
Самец (сверху)
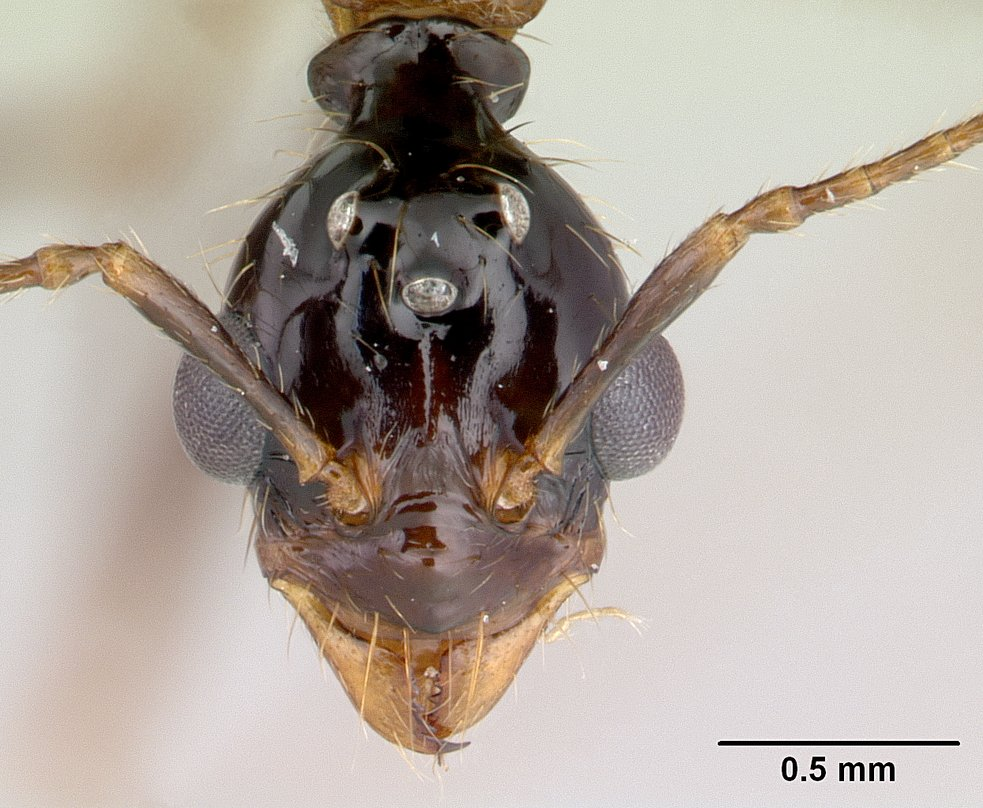
Самец (голова)
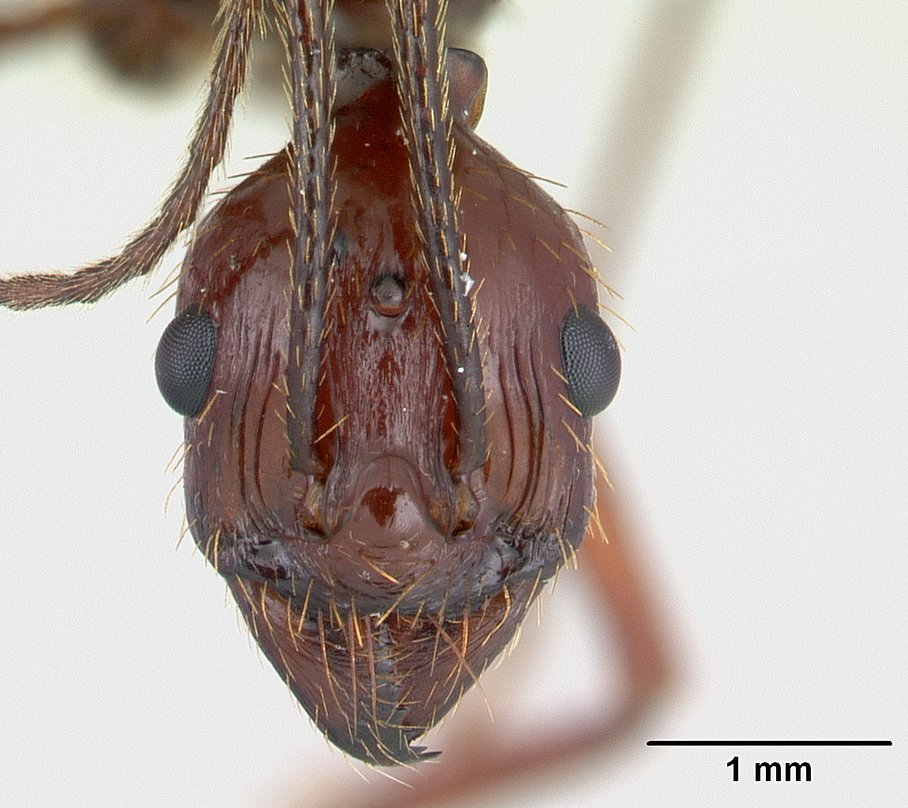
Самка (голова)
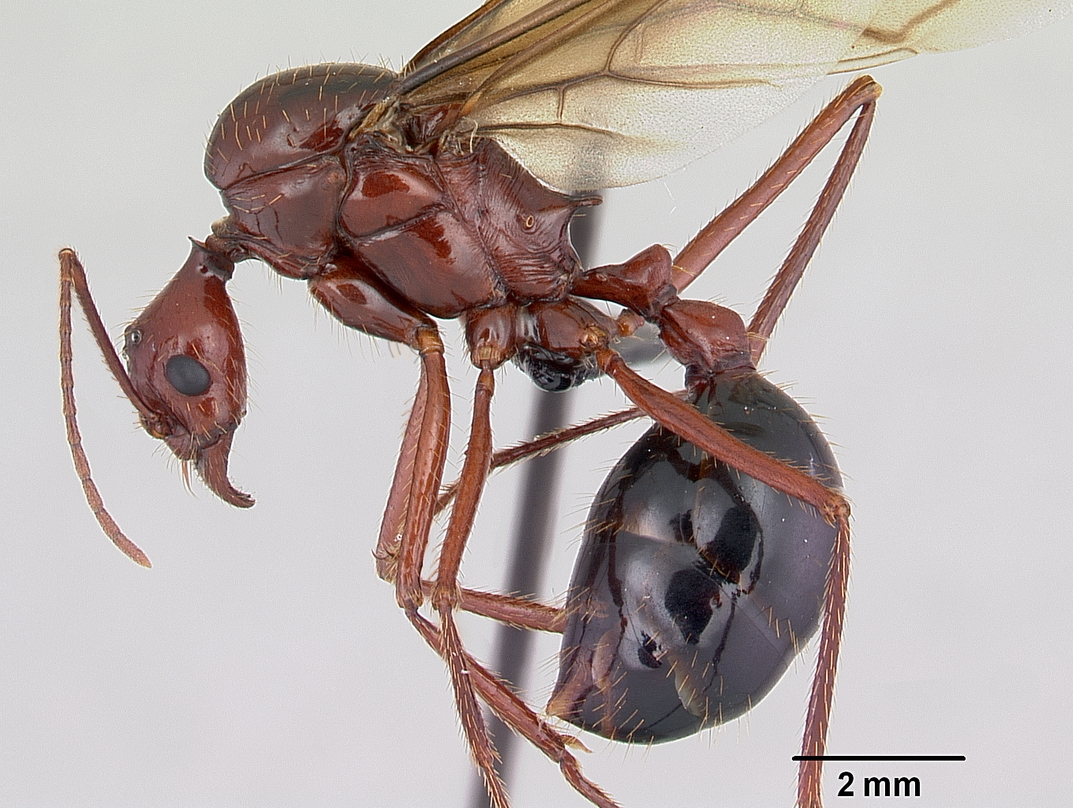
Самка (сбоку)
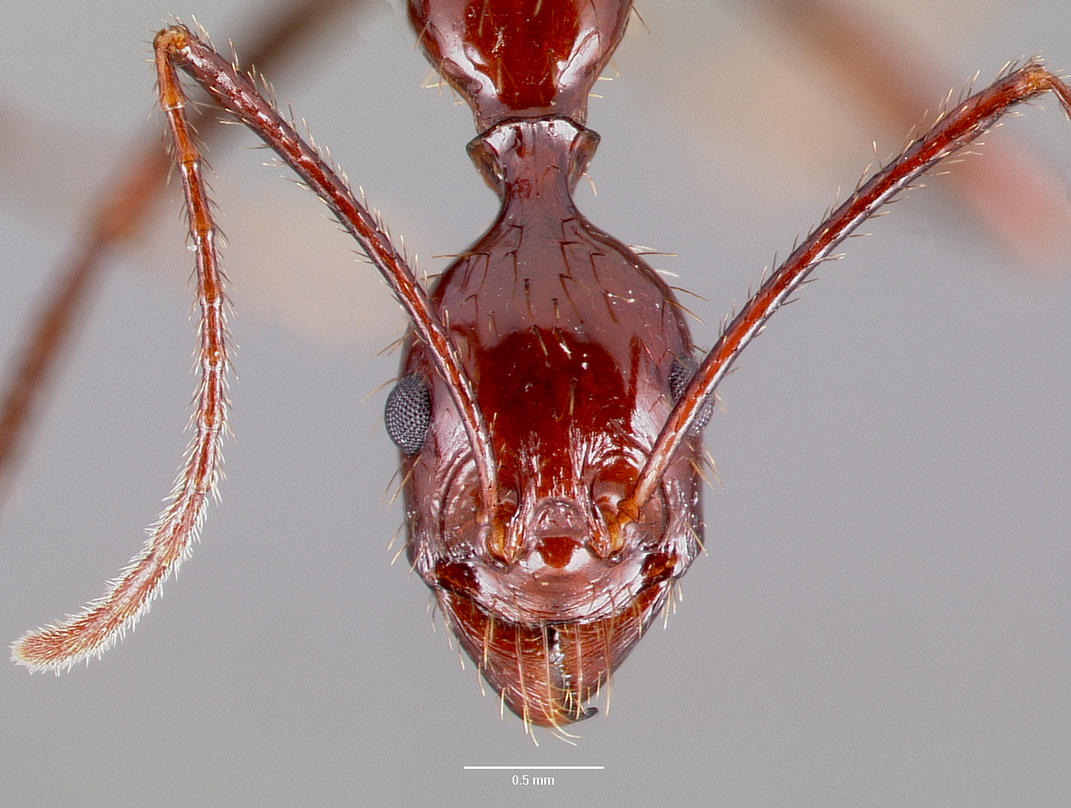
Рабочий (голова)